# Султонов, Нуриддин Абдухамидович
Нуриддин Абдухамидович Султонов (род. 12 марта 1982 года, Наманганская область, УзССР) — депутат Законодательной палаты Олий Мажлиса Республики Узбекистан IV созыва. Член Либерально-демократической партии Узбекистана.

## Биография
Султонов Нуриддин родился 12 марта 1982 года в Наманганской области. Он окончил Национальный университет Узбекистана им. Мирзо Улугбека.
В 2020 году избран в Законодательную палату Олий Мажлиса Республики Узбекистан IV созыва, а также назначен на должность член комитета по вопросам промышленности, строительства и торговли Законодательной палаты Олий Мажлиса Республики Узбекистан.